# Johannes Heydenreich
Johannes Heydenreich (* 20. Juni 1930 in Plauen, Vogtland; † 24. Juni 2015 in Halle (Saale)) war ein deutscher Physiker, der vor allem über die Anwendungen der Elektronenmikroskopie in der Festkörperphysik und den Werkstoffwissenschaften geforscht hat.

## Leben
Heydenreich studierte von 1953 bis 1958 Physik an der Pädagogischen Hochschule „Karl Liebknecht“ Potsdam. 1961 wurde er mit einer Arbeit zur Sichtbarmachung von Oberflächenstörungen geometrischen und elektrischen Ursprungs mit Hilfe eines „geradsichtigen“ Elektronenspiegels bei Johannes Picht promoviert. Schon in dieser Zeit lernte er den Physiker Heinz Bethge kennen, mit dem ihn eine lebenslange Freundschaft verband.
1962 wurde Heydenreich stellvertretender Direktor des Instituts für Festkörperphysik und Elektronenmikroskopie (IFE) der Akademie der Wissenschaften der DDR in Halle (Saale). 1969 habilitierte sich Heydenreich an der Universität Halle und wurde 1973 dort zum Professor ernannt. 1975 gründete er am IFE und leitete das Internationale Zentrum für Elektronenmikroskopie, das zweimal jährlich von Wissenschaftlern aus aller Welt besucht wird. Heydenreich war später langjähriger Direktor dieses Akademie-Instituts, aus welchem 1992 das als erstes Max-Planck-Institut in den neuen Ländern gegründete Max-Planck-Institut für Mikrostrukturphysik hervorging. Von 1992 bis zu seiner Emeritierung im Jahr 1995 wirkte Heydenreich als Abteilungsdirektor sowie als geschäftsführender Direktor am Max-Planck-Institut für Mikrostrukturphysik. Im betreffenden Zeitraum war Heydenreich einziger Abteilungsdirektor der Max-Planck-Gesellschaft, der in der ehemaligen DDR als Wissenschaftler in führender Position gewirkt hatte.

## Wissenschaftliche Arbeiten
Heydenreich befasste sich vor allem mit der Anwendung der Elektronenmikroskopie in der Festkörperphysik und Festkörperanalytik. Er war Autor von rund 300 Publikationen, darunter zahlreiche Monografien. In mehreren Auflagen und auf Deutsch und Englisch ist sein Buch „Elektronenmikroskopie in der Festkörperphysik“. Er war Mitglied diverser Editorial Boards wissenschaftlicher Zeitschriften und war an der Organisation zahlreicher europäischer und weltweiter Kongresse beteiligt.

## Ehrungen und Auszeichnungen
Im Jahr 1986 wurde er zum Mitglied der Leopoldina gewählt und war dann dort viele Jahre Sekretär für Naturwissenschaften. Er war Korrespondierendes Mitglied der Akademie der Wissenschaften der DDR. 1998 wurde er mit dem Verdienstkreuz 1. Klasse der Bundesrepublik Deutschland ausgezeichnet. 1999 wurde ihm die Ehrendoktorwürde durch die TU Chemnitz verliehen. Er war Ehrenmitglied der Deutschen Gesellschaft für Elektronenmikroskopie und wurde in die Heinz-Bethge-Stiftung für angewandte Elektronenmikroskopie gewählt.